# San Martín de la Virgen de Moncayo
San Martín de la Virgen de Moncayo es un municipio español de la provincia de Zaragoza, en la comunidad autónoma de Aragón. El término municipal, ubicado en la comarca de Tarazona y el Moncayo, cuenta con una población de 274 habitantes (INE 2024).

## Geografía
San Martín se sitúa a las faldas del Moncayo, a una altitud de 813 m sobre el nivel del mar y al oeste de la provincia de Zaragoza, y se encuentra a 11 km de Tarazona y 93 km de Zaragoza, y los municipios limítrofes son Tarazona y  Lituénigo. Parte de su término municipal está ocupado por el parque natural del Moncayo.

## Historia
En el siglo XIX se encontraban dos barrios el de San Martín y el de San Prudencio que pertenecían al término municipal de Lituénigo, que se unificaron para formar el actual municipio de San Martín de la Virgen del Moncayo. En la década de 1840 tenía 60 casas incluida la del ayuntamiento y la cárcel, y una escuela con bastantes alumnos. En 1853 se fundó en San Martín la banda de música La Moncaina
Hacia mediados del siglo XIX, el lugar tenía contabilizada una población de 228 habitantes. Aparece descrito en el decimoprimer volumen del Diccionario geográfico-estadístico-histórico de España y sus posesiones de Ultramar de Pascual Madoz de la siguiente manera:

MARTIN DE MONCAYO (San): l. con ayunt. de la prov., y aud. terr. de Zaragoza (15 leg.), c. g. de Aragon, part. jud. y dióc. de Tarazona (3). sit. al estremo occidental de la prov., en las faldas sept. del Moncayo, á la der. del r. Queiles: le baten generalmente los vientos del N.; su clima es destemplado y las enfermedades mas comunes dolores de costado. Tiene sobre 60 casas inclusas las del ayunt. y cárcel; escuela de niños bien concurrida; dos igl. parr. dedicada la una á San Prudencio, servida por un párroco vicario nutual de entrada, que presenta el cabildo de Tarazona al diocesano, y la otra á San Martin, que es anejo de la de Lituénigo, cuyo rector la sirve; y un cementerio en sitio ventilado. Confina el térm. por N. con los de los Fayos y Sta. Cruz de Moncayo; E. Lituénigo; S. Litago, y O. Vozmediano (prov. de Soria, part. jud. de Agreda). El terreno es de regular calidad; la parte de monte está poblada de carrascas, rebollos y matas bajas. Los caminos son de herradura, menos el que dirige á Borja, en mal estado. El correo se recibe de Tarazona por encargado particular. prod.: trigo, cebada, avena, garbanzos, lentejas, alubias, varias frutas y verduras: mantiene ganado lanar y cabrío, y hay caza de perdices y pocas liebres. ind. la agrícola. pobl.: 48 vec., 228 alm. cap. prod.: 601,224 reales. imp. 35,100. contr. 8,019.
(Madoz, 1848, p. 256)

## Demografía
San Martín de la Virgen de Moncayo cuenta con una población de 274 habitantes (INE 2024).
| Gráfica de evolución demográfica de San Martín de la Virgen de Moncayo entre 1842 y 2021 |
| |
| Población de derecho según los censos de población del INE Población de hecho según los censos de población del INEEn estos censos se denominaba San Martín de Moncayo: 1842, 1857, 1860, 1877, 1887, 1897, 1900, 1910, 1920, 1930, 1940 y 1950 En estos censos se denominaba San Martín de la Virgen del Moncayo: 1960, 1970, 1981 y 1991 |

## Administración y política
| Período   | Alcalde                        | Partido |  |
| --------- | ------------------------------ | ------- |  |
| 1979-1983 | Florentino Lara Gómez          | UCD     |  |
| 1983-1987 |                                | AP      |  |
| 1987-1991 |                                | PAR     |  |
| 1991-1995 |                                | PSOE    |  |
| 1995-1999 |                                | PAR     |  |
| 1999-2003 |                                | PAR     |  |
| 2003-2007 |                                | PAR     |  |
| 2007-2011 | Rafael Gregorio Hernández Mora | PAR     |  |
| 2011-2015 | Rafael Gregorio Hernández Mora | PAR     |  |
| 2015-2019 | Juan Ignacio Gómez Bruna       | PP      |  |
| 2019-2023 | Jacob Ramírez Mora             | PP      |  |

| Partido político    | Partido político                                   | 1979   | 1983   | 1987   | 1991   | 1995   | 1999   | 2003   | 2007   | 2011   | 2015   | 2019   |
| Partido político    | Partido político                                   | Ediles | Ediles | Ediles | Ediles | Ediles | Ediles | Ediles | Ediles | Ediles | Ediles | Ediles |
|                     | Partido Popular de Aragón (PP)                     | —      | —      | —      | —      | —      | —      | 0      | 0      | 0      | 6      | 7      |
|                     | Partido de los Socialistas de Aragón (PSOE-Aragón) | —      | —      | —      | 7      | —      | —      | 0      | 0      | 1      | 1      | –0     |
|                     | Partido Aragonés (PAR)                             | —      | —      | 7      | —      | 7      | 7      | 7      | 7      | 6      | —      | —      |
|                     | Alianza Popular (AP)                               | —      | 7      | —      | —      | —      | —      | —      | —      | —      | —      | —      |
|                     | Unión de Centro Democrático (UCD)                  | 7      | —      | —      | —      | —      | —      | —      | —      | —      | —      | —      |
| Total de concejales | Total de concejales                                | 7      | 7      | 7      | 7      | 7      | 7      | 7      | 7      | 7      | 7      | 7      |

## Lugares de interés
- Iglesia de San Martín de Tours. Empezada a construir en 1931 y acabada en 1954, de estilo neorrománico con arte colonial americano y mobiliario de los siglos XVII y XVIII.[4][3]
- Centro de Micología.
- Centro de interpretación de Agramonte, cerca de este se sitúa el Sanatorio de Agramonte.

## Fiestas
Las fiestas mayores se celebran la víspera al 3 de mayo, aunque sus fiestas patronales se celebran en septiembre en honor de la Santa Cruz
En junio celebran una romería al santuario de la virgen del Moncayo en la que suben la virgen y en los meses de verano los pueblos de la zona hacen una romerías en distintas semanas y cuando han hecho la romería los demás pueblos San Martín vuelve a subir de romería a recoger la virgen para llevarla al pueblo otra vez.